# Беляев, Лаврентий Семёнович
Лаврентий Семёнович Беляев (1911—1943) — младший лейтенант Рабоче-крестьянской Красной Армии, участник Великой Отечественной войны, Герой Советского Союза (1944).

## Биография
Родился 1 августа 1911 года в деревне Спиридоново (ныне — Уренский район Нижегородской области) в крестьянской семье. После окончания четырёх классов начальной школы работал в колхозе, был пастухом, ездовым, плугарём. В 1933—1935 годах проходил службу в Рабоче-крестьянской Красной Армии. После демобилизации вернулся в родное село. В 1938 году окончил курсы трактористов, работал на Уренской машинно-тракторной станции. Летом 1941 года принимал участие во Всесоюзной сельскохозяйственной выставке. В 1941 году был повторно призван на службу в Красную Армию.
Участвовал в Сталинградской битве. 25 января 1943 года во время контратаки уничтожил семь солдат противника и захватил в плен одного офицера. В том же бою вынес с поля боя четырёх раненых бойцов. 7 июля 1943 года, во время боёв под Белгородом, гвардии старшина Лаврентий Беляев добыл вместе с группой бойцов в разведке языка и важные документы. Вскоре после этого получил звание младшего лейтенанта и был назначен командиром взвода 280-го гвардейского стрелкового полка 92-й гвардейской стрелковой дивизии 37-й армии Степного фронта. Особо отличился во время битвы за Днепр.
В конце сентября 1943 года взвод под его командованием первым в своём полку форсировал Днепр в районе села Дериевка и захватил плацдарм. Организовав оборону, руководил отражением немецких контратак. Взвод под его командованием уничтожил около двух взводов пехоты противника. 1 октября 1943 года в рукопашном бою Беляев погиб. Похоронен в селе Успенка.
Указом Президиума Верховного Совета СССР «О присвоении звания Героя Советского Союза офицерскому, сержантскому и рядовому составу Красной Армии» от 22 февраля 1944 года за «образцовое выполнение боевых заданий командования при форсировании реки Днепр, развитие боевых успехов на правом берегу реки и проявленные при этом отвагу и геройство» был удостоен посмертно высокого звания Героя Советского Союза.
Был также награждён орденами Ленина, Красного Знамени и Отечественной войны 1-й степени. В честь Беляева названа улица в городе Урень Нижегородской области.